# Стефанос Акривос
Стефанос Акривос (на гръцки: Στέφανος Ακριβός) е гръцки революционер, деец на Гръцката въоръжена пропаганда в Македония от началото на XX век.

## Биография
Акривос е лохиас (сержант) от Гръцката армия. Присъединява се към гръцкия Македонски комитет. На 5 март 1905 година е в четата на Стефанос Дукас (капитан Малиос), която от манастира Русанис навлиза в Македония. Акривос е секретар на четата и заедно с нея участва в сраженията при Лехово и в Загоричанското клане. На 21 март 1907 година отново навлиза в Македония с четата на Димитриос Папавиерос (капитан Гурас), в която отново е секретар. Сътрудничи с Панайотис Клитос (Клитос), Евстатиос Тиафис (Фламбурас), Петрос Малеврис (Лингос), Павлос Нерандзис (Пердикас).